# Orthonychiurus subantarcticus
Orthonychiurus subantarcticus är en urinsektsart som beskrevs av John Tenison Salmon 1949. Orthonychiurus subantarcticus ingår i släktet Orthonychiurus och familjen blekhoppstjärtar. Inga underarter finns listade i Catalogue of Life.